# تترا شبحية سوداء

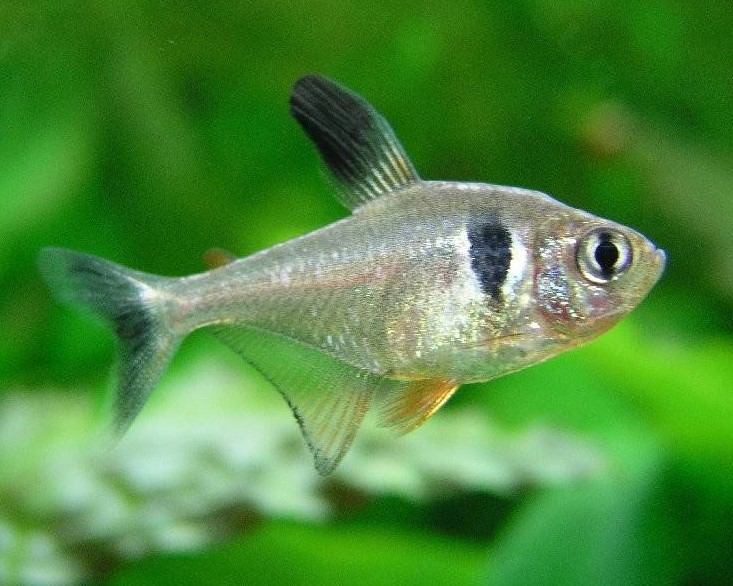

تترا شبحية سوداء (بالإنجليزية: Black phantom tetra) ، (باللاتينية: Hyphessobrycon megalopterus) ، هي سمكة زينة من فصيلة التترا موطنها البرازيل وبوليفيا على قارة أمريكا الجنوبية، توجد في بوليفيا في ريو بينى وريو مامورى على الحدود بين بوليفيا والبرازيل. رغم كبر حجمها عن باقى أسماك عائلة التترا إلا أنها مسالمة وتعيش مع ما يتوافق معها من الأسماك المسالمة والمشابهة من حيث الحجم وهي سمكة نشيطة وتسكن أطراف الحوض فوقه ووسطه والقاع كما أنها اجتماعية وتعيش في سرب لا يقل عن 5 أزواج منها ومما يميز هذا النوع أنه عنده القدرة على الحفاظ على الجماعة أكثر من الزواج حيث يكون لكل ذكر منطقة نفود خاصه به. تتغذى السمكة على النبات والحيوان وبشكل رئيسى الحشرات الصغيرة والديدان والقشريات وتأكل ديدان الدم والروبيان.